# 파비아도
파비아도(이탈리아어: Provincia di Pavia)은 이탈리아 북부 롬바르디아주의 도이다. 도청 소재지는 파비아이다. 면적은 2,965 km2, 인구는 535,948(2008)이다.